# Silvio Mendes
Silvio Mendes da Paixão Junior, más conocido como Silvio Mendes (Bahía, 2 de abril de 1976) es un exfutbolista brasileño.

## Trayectoria
Su paso más exitoso por las canchas fue en 2007 cuando se incorporó a Peñarol de Uruguay para jugar el Torneo Clausura, terminando muy cerca de ser campeón. 
Su partido más recordado fue el 27 de abril de 2007, donde le convertiría dos goles al tradicional rival, el Club Nacional de Football.
En dicho club terminaría convirtiendo 10 goles.

## Clubes
| Club                  | País         | Año         |
| --------------------- | ------------ | ----------- |
| Catuense              | Brasil       | 1996 - 1997 |
| Galicia               | Brasil       | 1997 - 1998 |
| Camaçari              | Brasil       | 1998 - 2000 |
| Heerenveen            | Países Bajos | 2000 - 2001 |
| Camaçari              | Brasil       | 2001        |
| Oriente Petrolero     | Bolivia      | 2001 - 2002 |
| Figueirense           | Brasil       | 2002 - 2004 |
| Vila Nova             | Brasil       | 2004 - 2005 |
| Náutico               | Brasil       | 2004 - 2005 |
| Guarani               | Brasil       | 2005        |
| Portuguesa            | Brasil       | 2005 - 2006 |
| Vitória               | Brasil       | 2006        |
| Portuguesa Santista   | Brasil       | 2006 - 2007 |
| Peñarol               | Uruguay      | 2007        |
| Estudiantes de Mérida | Venezuela    | 2007        |
| Juventude             | Brasil       | 2008 - 2010 |
| Sertãozinho           | Brasil       | 2010        |
| Bahia                 | Brasil       | 2010        |
| Paysandu              | Brasil       | 2011        |